# Basilia tiptoni
Basilia tiptoni är en tvåvingeart som beskrevs av Guimaraes 1966. Basilia tiptoni ingår i släktet Basilia och familjen lusflugor.
Artens utbredningsområde är Panama. Inga underarter finns listade i Catalogue of Life.